# Estilo neomanuelino
O estilo neomanuelino foi uma corrente revivalista que se desenvolveu dentro da arquitectura e das artes decorativas portuguesas entre meados do século XIX e o início do século XX. É a principal forma de arquitectura do romantismo português devido, essencialmente, à tendência romântica em assumir carácter nacionalista na construção de grandes edifícios públicos. Está para a arquitectura portuguesa do século XIX como o neogótico para a restante Europa. O nome deriva da junção das palavras neo, "novo" em grego, e manuelino.  A historiografia da arte dava então os seus primeiros passos e o nome "manuelino", ligando o estilo à produção artística do reinado de D. Manuel I (1495-1521), foi introduzido em 1842 pelo historiador Francisco Adolfo de Varnhagen.

## Situação em Portugal
Os primeiros anos do século XIX são muito complexos, devido essencialmente à sucessão de problemas políticos, nomeadamente a fuga da família real para o Brasil em 1807, devido às invasões francesas, posterior/consequente domínio inglês, revolução liberal em 1820, regresso da família real em 1821, independência do Brasil, a perda do comércio colonial com a antiga colónia em 1822 (dramático golpe na economia portuguesa), contrarrevolução absolutista e, finalmente, guerras liberais, conservando a instabilidade até 1834.

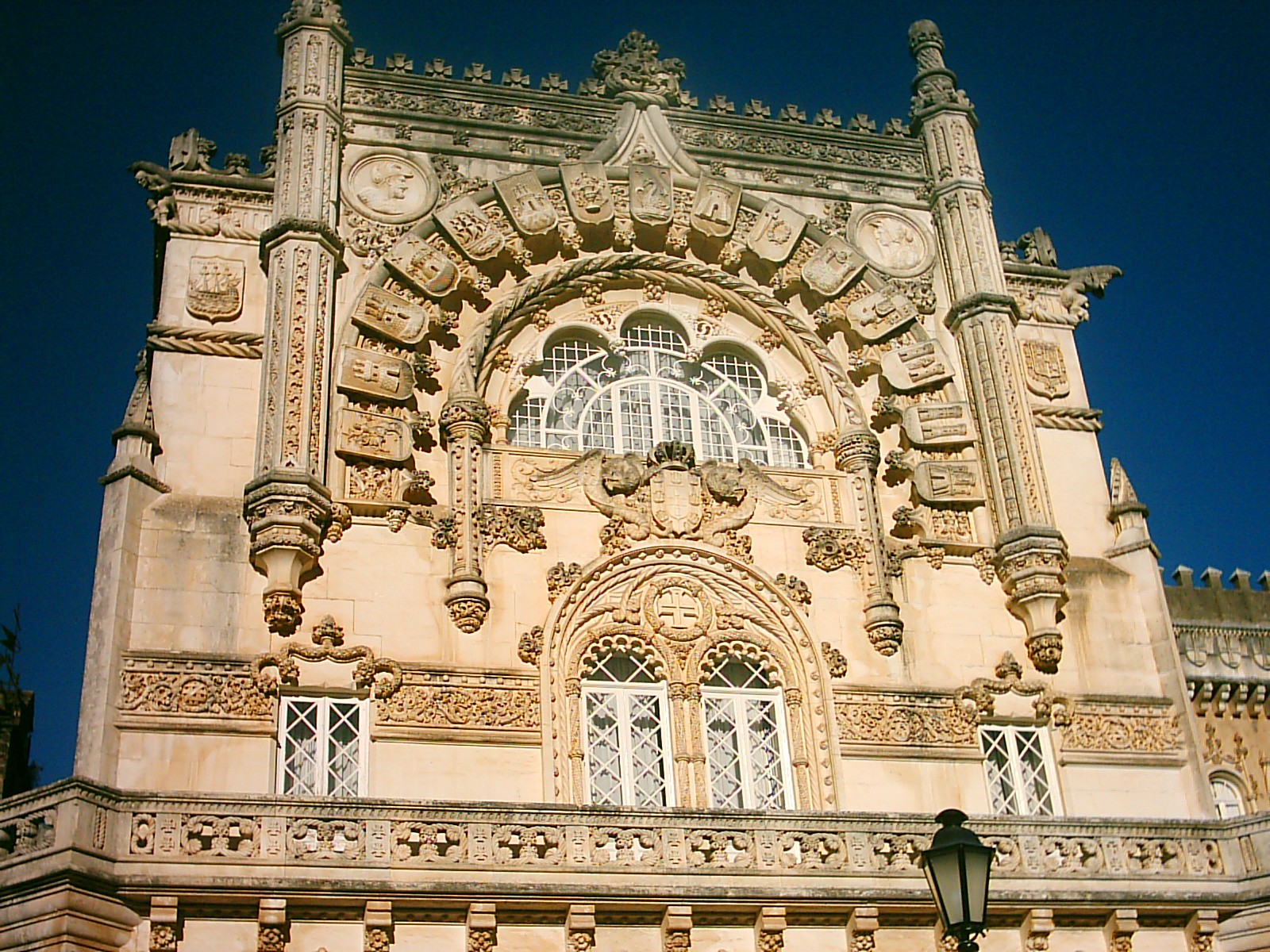
Palácio Hotel do Buçaco, 1888-1907, pormenor da fachada
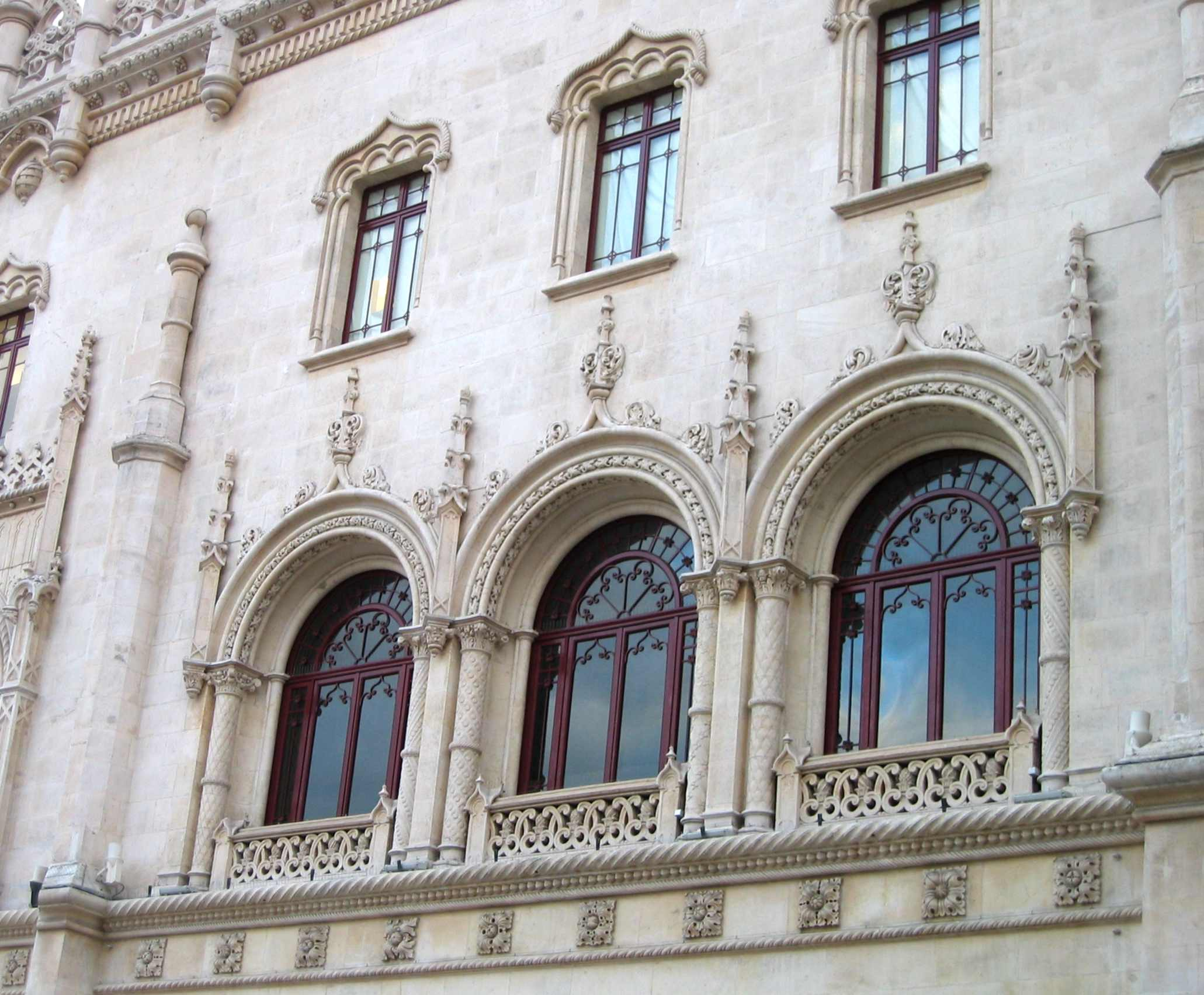
Estação Ferroviária do Rossio

Esta conjuntura só permitiu o desenvolvimento de condições propícias à eclosão de um novo estilo artístico, o romantismo, no final dos anos 30 do século XIX. Apesar de em Portugal surgir relativamente cedo na literatura, em finais do século XVIII com alguns pré- românticos, nas restantes formas artísticas desenvolve-se apenas com o impulso de dado por D. Fernando II, marido de D. Maria II, ao iniciar a construção do Palácio Nacional da Pena, após a estabilização da conjuntura nacional.
Em toda a Europa a arquitectura romântica copia os estilos do passado, principalmente o gótico, mas também o românico e o renascimento, bem como as arquitecturas árabe e bizantina, reflectindo o crescente interesse pela história. Cada estilo tem maior, ou menor, expressividade, dependendo da tradição local, e do que se considerava ser a verdadeira arquitectura nacional. Esta atribuição de valores nacionalistas à arquitectura leva ao grande desenvolvimento do neogótico no norte da Europa, considerado como o verdadeiro estilo arquitectónico de países como França, Inglaterra e Alemanha, em consequência da abundância de catedrais góticas.
Em Portugal a situação é diferente. O gótico português segue a corrente mendicante, ou seja, adopta os princípios ideológicos das ordens mendicantes, baseados na simplicidade e recusa de toda a ostentação ou de todo o luxo, com características próprias, sem copiar a arquitectura francesa, modelo seguido na época pela generalidade dos países europeus. Os edifícios de grande aparato, cobertos de decoração tipicamente gótica, são um pouco mais tardios e, muito frequentemente, fazem a transição para o manuelino, como o Mosteiro da Batalha ou o Convento de Cristo em Tomar. O facto de o manuelino coincidir com o reinado de D. Manuel I, logo com o período mais importante das descobertas, disponibilizando grandes quantidades de capital utilizado generosamente em edifícios religiosos, tornando este estilo muito decorado e original, também é fundamental. Quando a sensibilidade romântica se vira para o passado, procurando referências nacionalistas, obviamente elege o manuelino como expressão máxima da criatividade arquitectónica portuguesa, baseando-se no argumento de ser uma arquitectura puramente nacional. 

## Arquitectura
O neomanuelino é uma arquitectura revivalista, tipicamente romântica, copiando os aspectos mais superficiais da decoração manuelina, aplicada em edifícios adaptados às necessidades do seu tempo. Recorre aos progressos técnicos surgidos com a revolução industrial, tanto ao nível de materiais como de máquinas, escondendo construções modernas, frequentemente com estruturas metálicas (a vanguarda da época). Utiliza todo o tipo de inovações como o tijolo ou revestimentos cerâmicos industriais, preservando, sempre que possível, questões básicas, desenvolvidas no neoclassicismo, como a funcionalidade e a rentabilidade da arquitectura, simplesmente adaptados a outra estética. Segue as grandes construções manuelinas como a Torre de Belém, o Mosteiro dos Jerónimos, Mosteiro da Batalha e Convento de Cristo em Tomar, imitando apenas os motivos decorativos mais evidentes. Na verdade nem se preocupa em copiar fielmente as formas originais. Baseia-se essencialmente na diversidade de arcos, cordas, elementos vegetalistas, cinturões, fivelas, pináculos, contra-fortes e escultura. Concentra a decoração em torno de portas e janelas, como os edifícios originais, mas não tenta copiar os complexos programas iconográficos do manuelino. Inicia-se com a construção do Palácio da Pena, em Sintra, pelo rei D. Fernando II (consorte viúvo da rainha D. Maria II), entre 1839 e 1849, de modo quase natural. O contrato de venda ao rei previa desde o início a recuperação das ruínas de um antigo convento manuelino, destruído pelo terramoto de 1755, e sua integração no conjunto.

## Principais edifícios
Existe um notável conjunto de edifícios neomanuelinos, dos quais se destacam os seguintes:
- Palácio Nacional da Pena em Sintra – Aparatoso edifício revivalista no cimo da serra de Sintra, integrado num enorme parque ao estilo inglês (designação da tipologia de jardins que copiam a natureza), com um enquadramento paisagístico verdadeiramente único. É um edifício complexo, de planta quase orgânica, simulando sucessivas campanhas de obras, individualizadas pelo recurso aos diferentes estilos artísticos. O conjunto neomanuelino destaca-se pela cor rosa e é basicamente constituído pelas ruínas do antigo convento Jerónimo. Existem, no entanto, vários elementos claramente acrescentados e inspirados nas grandes obras do reinado de D. Manuel I , como a torre do relógio inspirada na Torre de Belém ou a famosa cópia da janela da sacristia do Convento de Cristo em Tomar. O projecto deve-se ao Barão de Eschwege, mas D. Fernando II teve participação activa na elaboração do conjunto. É o principal edifício romântico português. Em 1995 foi classificado pela UNESCO como património da humanidade.

- Arranjo da fachada do Mosteiro dos Jerónimos em Lisboa – A fachada principal do mosteiro foi sujeita a obras de restauro e regularização entre 1867 e 1878, segundo projecto de Cinatti e Rambois, incluindo a construção de um corpo central com torre (cai em 1878 durante as obras) e uma nova ala destinada à Casa Pia, onde actualmente se encontra o Museu da Marinha. A corpo central será acabado apenas no início do século XX, seguindo um projecto elaborado em 1895 por Domingos Parente da Silva, eliminando a torre central e simplificando o conjunto.

- Estação do Rossio em Lisboa – Edifício concebido pelo arquitecto José Luís Monteiro, em 1886, destinado a ser a estação central de Lisboa, seguindo a tendência europeia de construir estações de caminhos-de-ferro verdadeiramente impressionantes. É constituído por uma espectacular fachada neomanuelina, com arcos, pilastras, contrafortes, platibandas, pináculos e um pequeno torreão com o relógio. Fazem parte do conjunto a cobertura da gare, em arquitectura do ferro, seguindo a estética clássica, e um hotel de luxo, como complemento da estação de caminhos-de-ferro, executado segundo o gosto eclético do final do século XIX.

- Palácio Hotel do Bussaco – No meio da Mata Nacional do Buçaco e próximo das Termas do Luso, foi pensado para pavilhão de caça dos reis de Portugal e, posteriormente, em 1888 transformado em hotel,  segundo projecto de Luigi Manini. O conjunto faz justiça ao seu autor, cenógrafo do Teatro Nacional de São Carlos, a opera de Lisboa, devido à profusão de elementos, bem como a uma implantação privilegiada no meio da histórica mata. É claramente inspirado na Torre de Belém com referências a outros edifício emblemáticos dos séculos XV e XVI, tornando-se um dos principais edifícios neomanuelinos em Portugal, e um verdadeiro hotel de “conto de fadas”. A decoração externa, além de todos os elementos arquitectónicos do estilo, foi completada com importantes painéis de pintura sobre azulejo executados por Jorge Colaço.

- Quinta da Regaleira em Sintra – É um dos edifícios mais tardios do neomanuelino. O actual edifício foi iniciado em 1904, segundo projecto de Luigi Manini, remodelando a anterior edificação. Recorre a um conjunto decorativo impressionante, baseado em arcos, cordas, platibadas, pináculos e elementos vegetalistas. Todo o conjunto possui referências à maçonaria.

Outros edifícios importantes em estilo neomanuelino em Portugal são o Palácio dos Condes de Castro Guimarães em Cascais (cerca de 1900), os Paços do Concelho de Soure  (1902-1906), os Paços do Concelho de Sintra (1906-1909), a Quinta da Torre de Santo António em Torres Novas (1901-1907), entre muitos outros. 

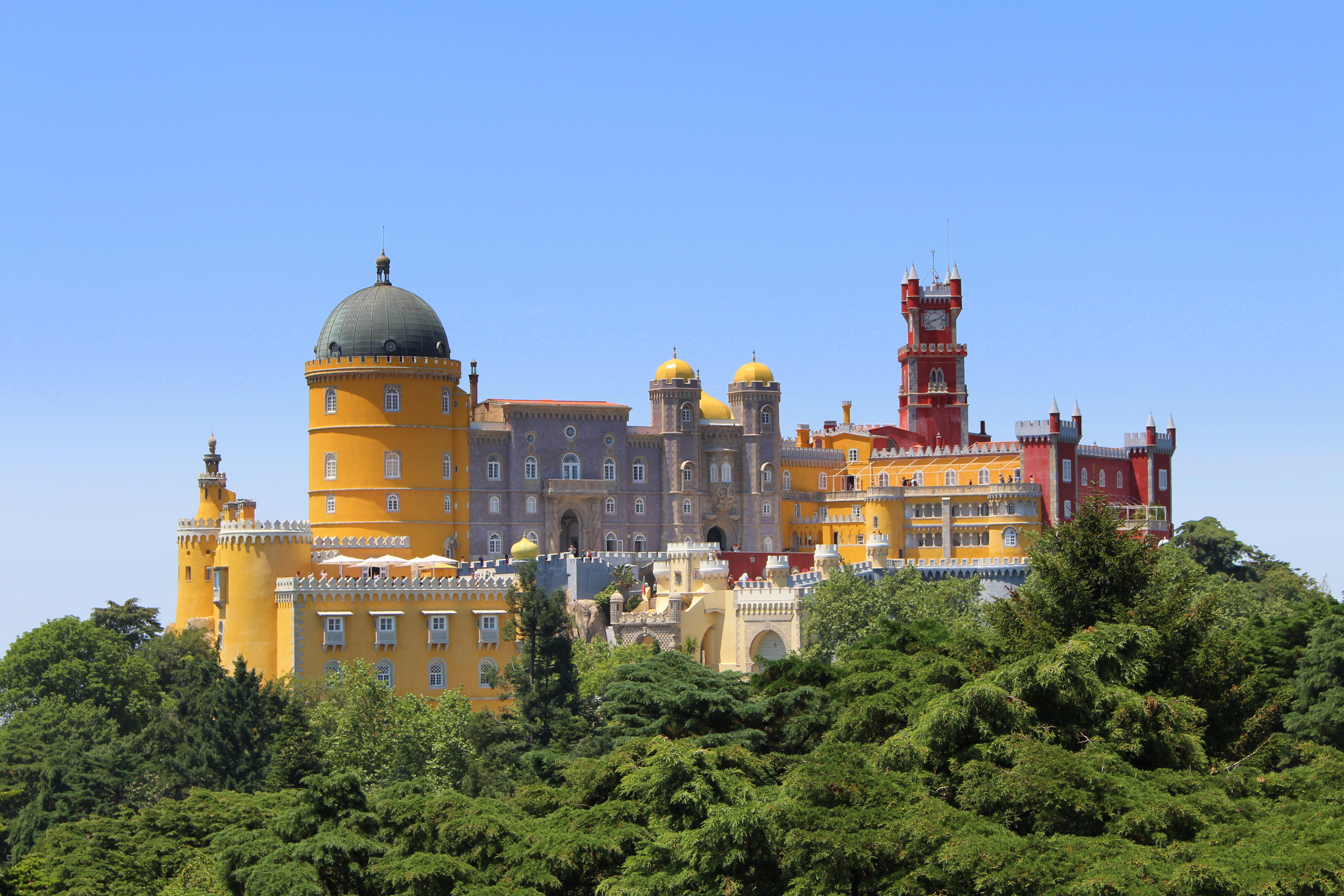
Palácio Nacional da Pena Sintra
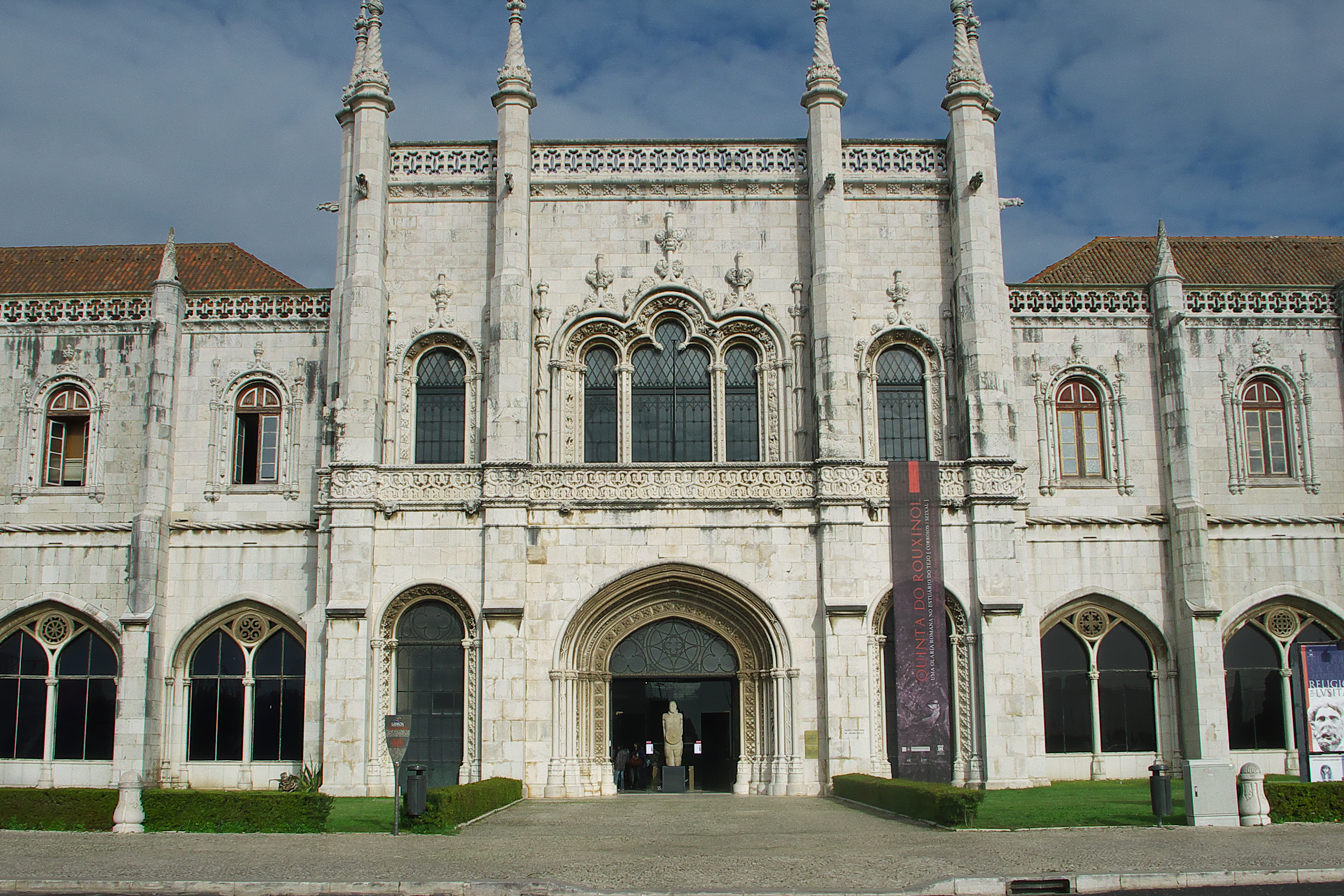
Museu Nacional de Arqueologia Lisboa
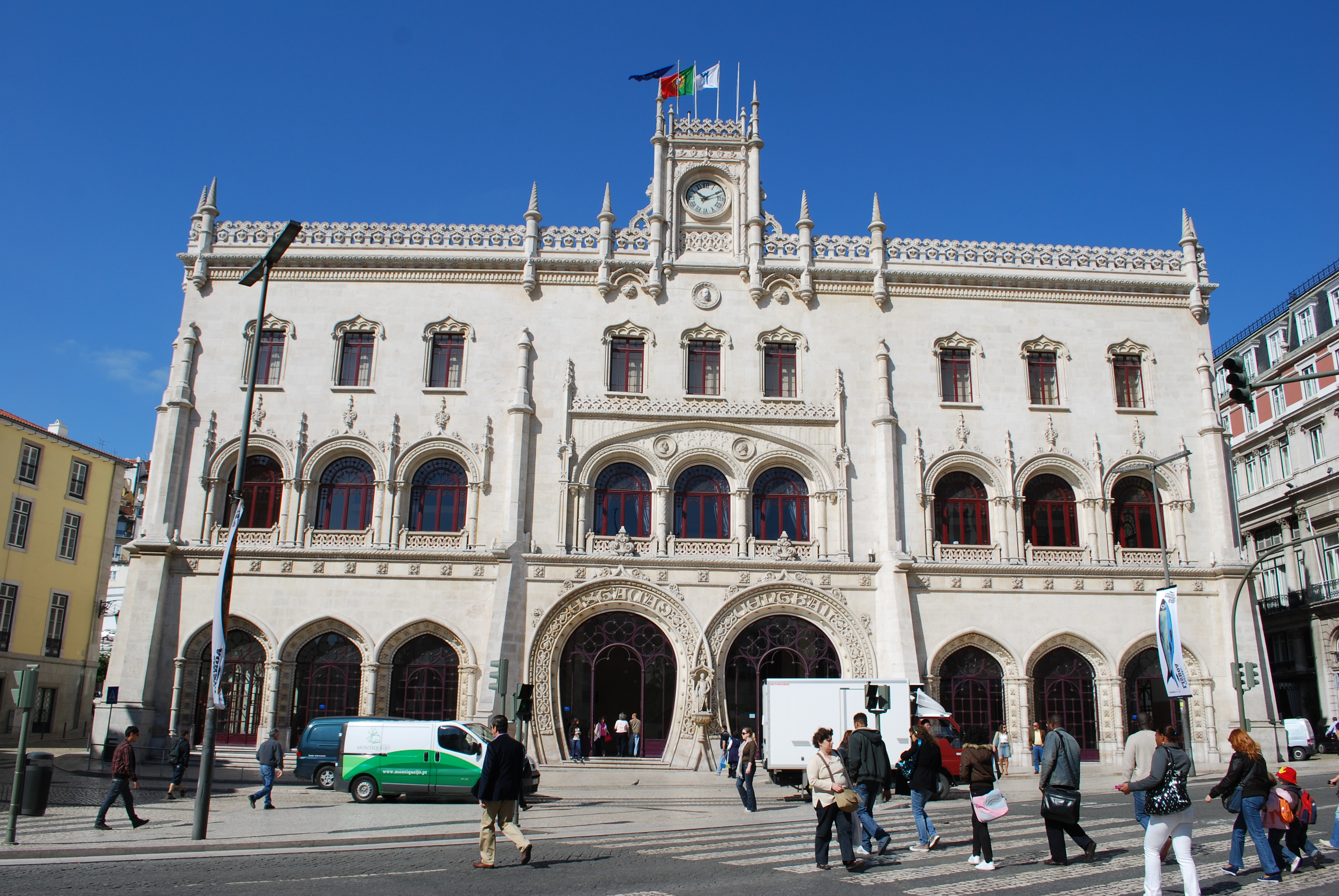
Estação do Rossio Lisboa
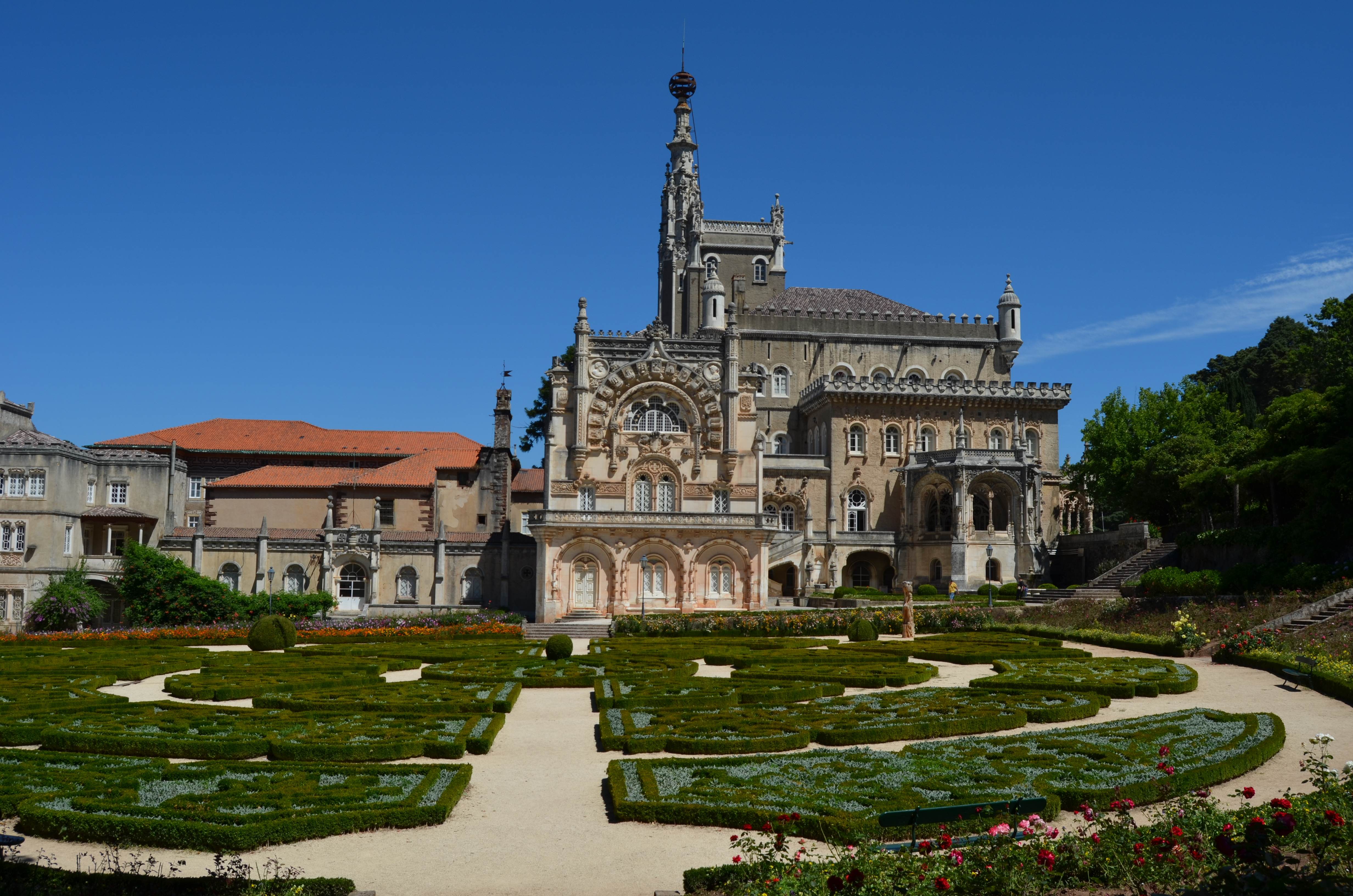
Palácio do Buçaco Mealhada

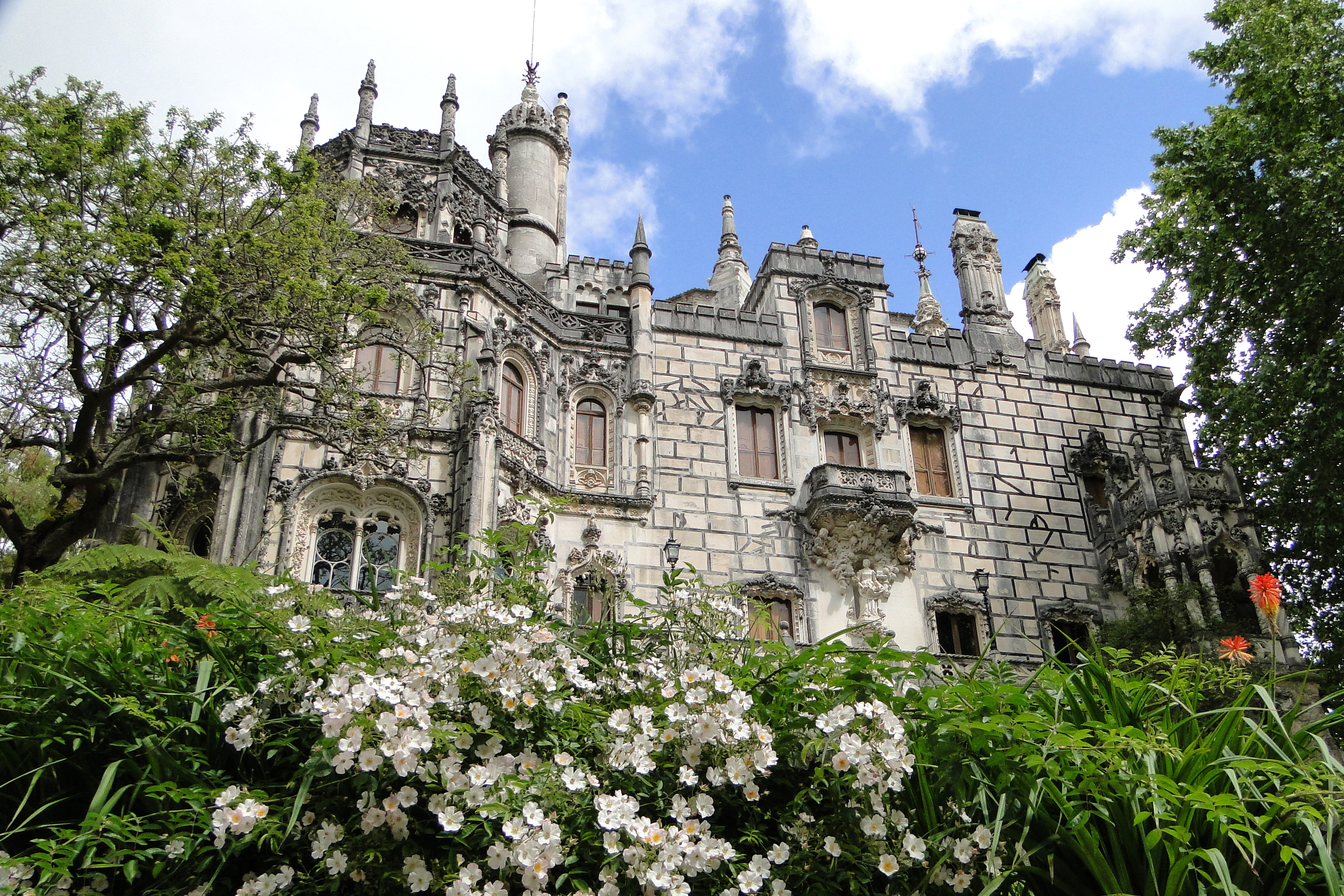
Palácio da Regaleira Sintra
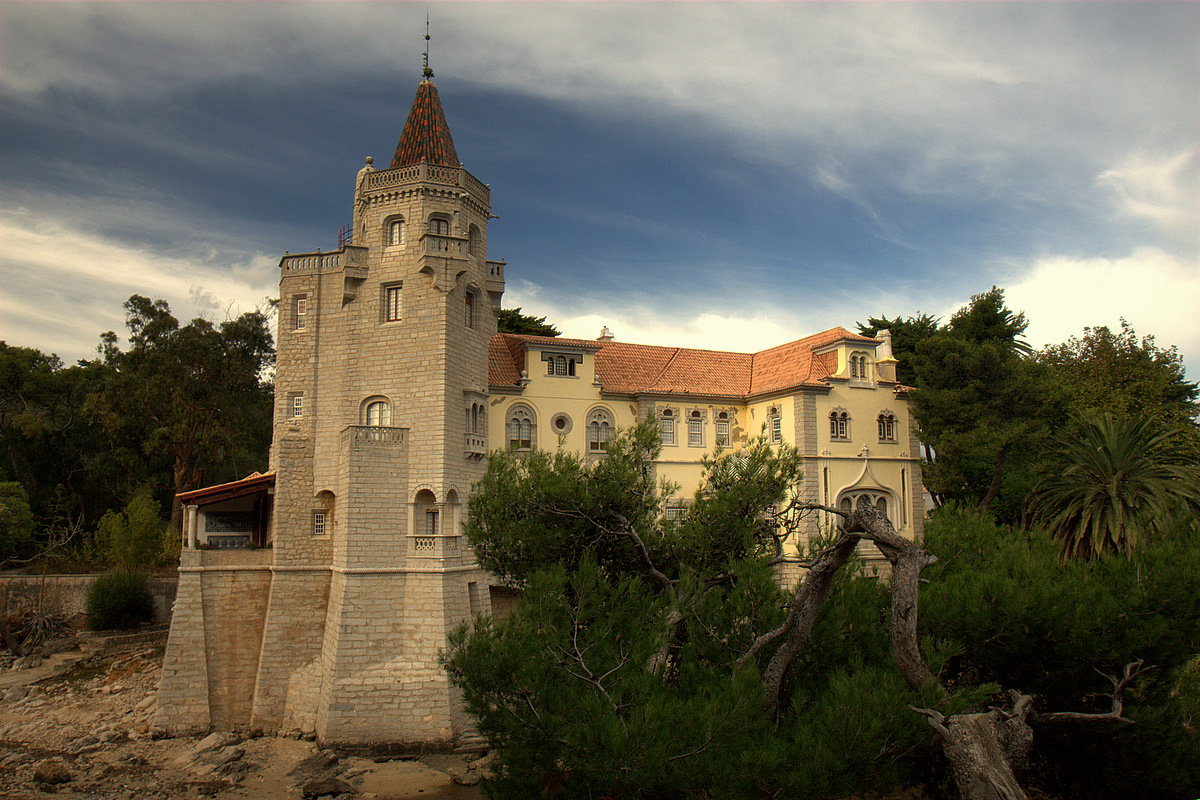
Palácio dos Condes de Castro Guimarães Cascais
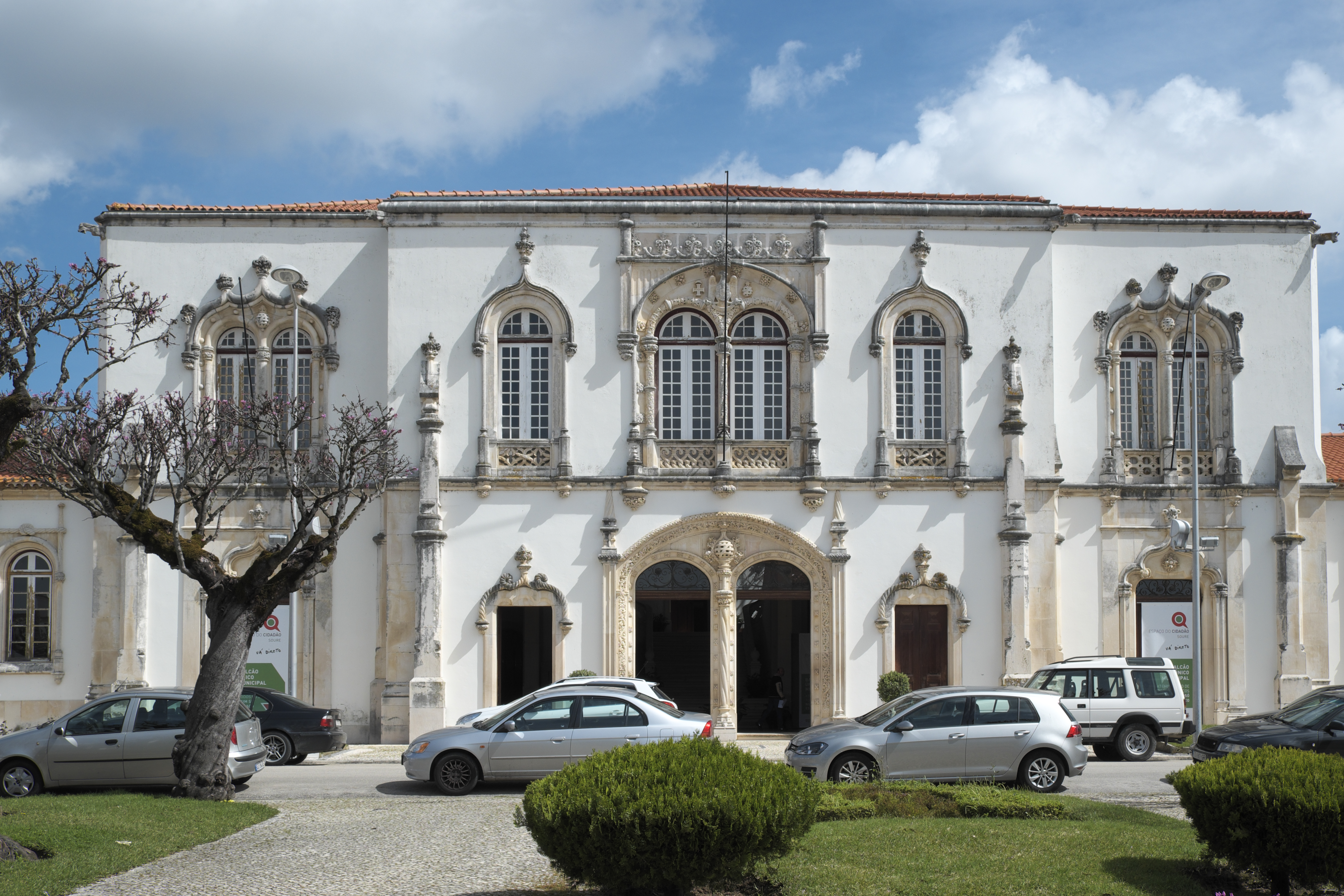
Paços do Concelho de Soure Soure
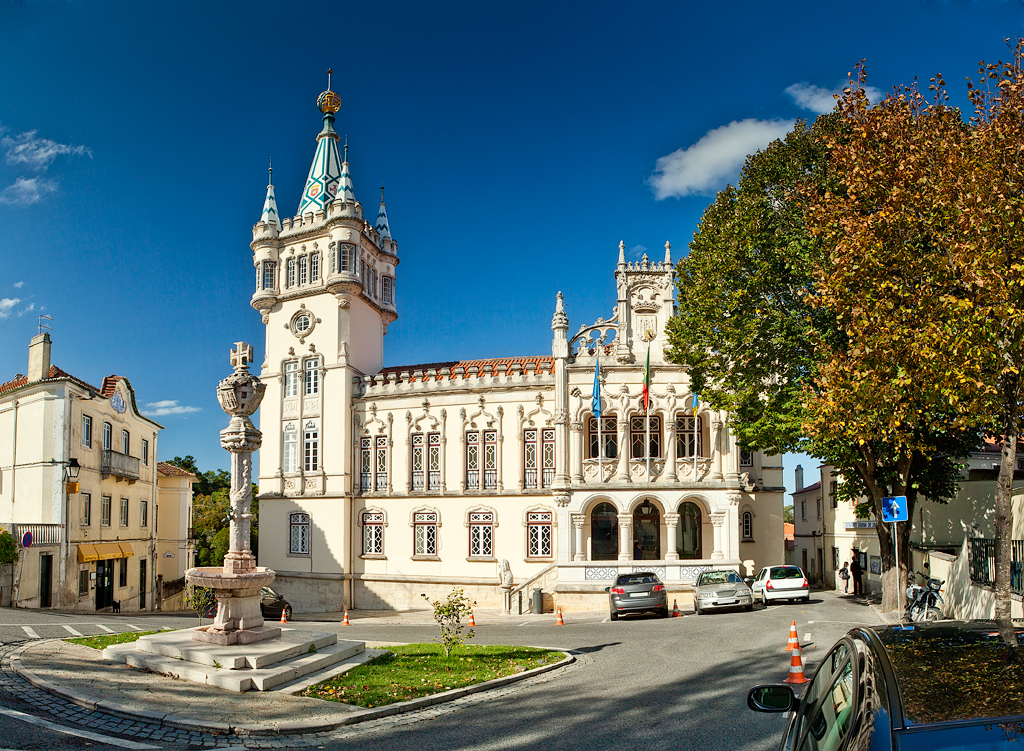
Paços do Concelho de Sintra Sintra

O neomanuelino foi literalmente exportado para algumas exposições universais em França durante o final do século XIX e inícios do Século XX e para a Exposição Nacional do Brasil no Rio de Janeiro em 1908, onde existia um Palácio Manuelino..
No Brasil também há edifícios neomanuelinos, parte deles ligada a instituições fundadas por imigrantes portugueses. Exemplos são a Mansão Henry Gibson no Recife (mais antigo exemplar da arquitetura neomanuelina no país, de 1847), o Real Gabinete Português de Leitura (1880-1887) e o Liceu Literário Português (1932-1938) no Rio de Janeiro, o Centro Cultural Português (1898-1901) em Santos, a Igreja São José (1902) em Belo Horizonte, a Capela da Ajuda (1912) e o Gabinete Português de Leitura da Bahia (1915-1918) em Salvador, e alguns outros.

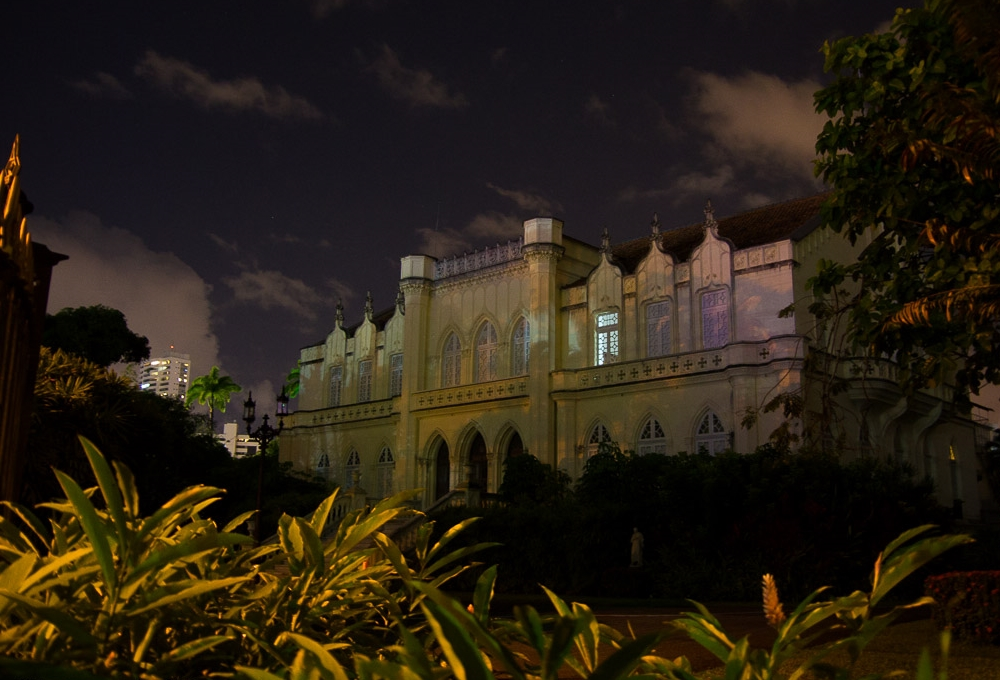
Mansão Henry Gibson Recife
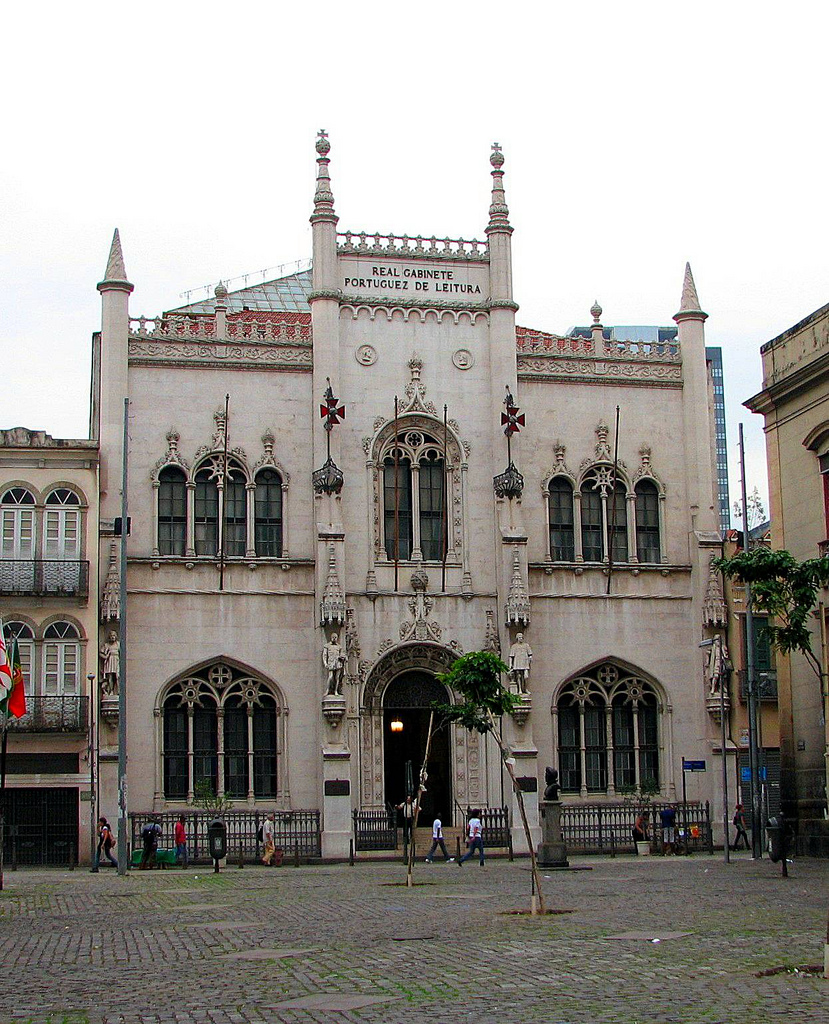
Real Gabinete Português de Leitura Rio de Janeiro
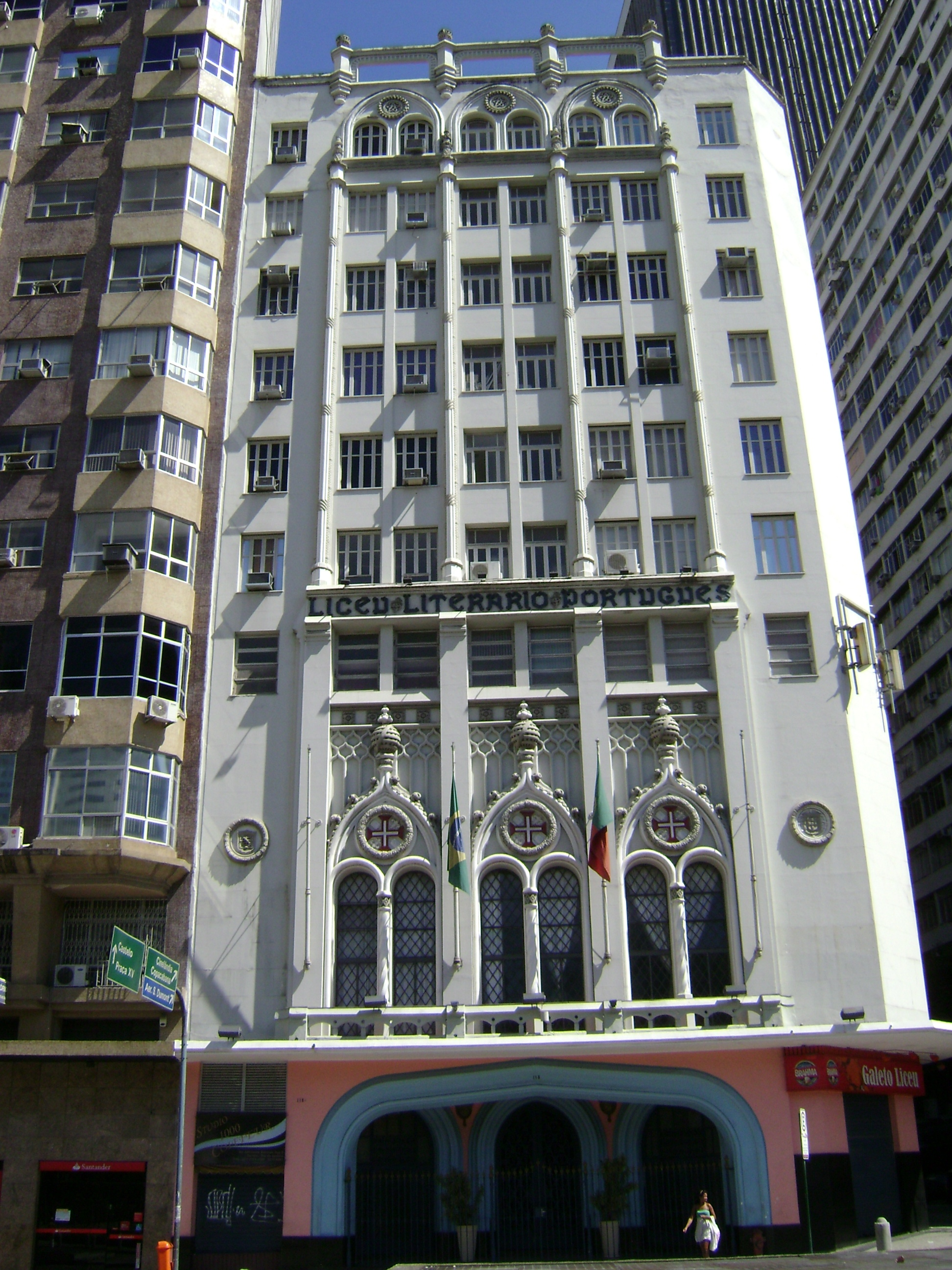
Liceu Literário Português Rio de Janeiro
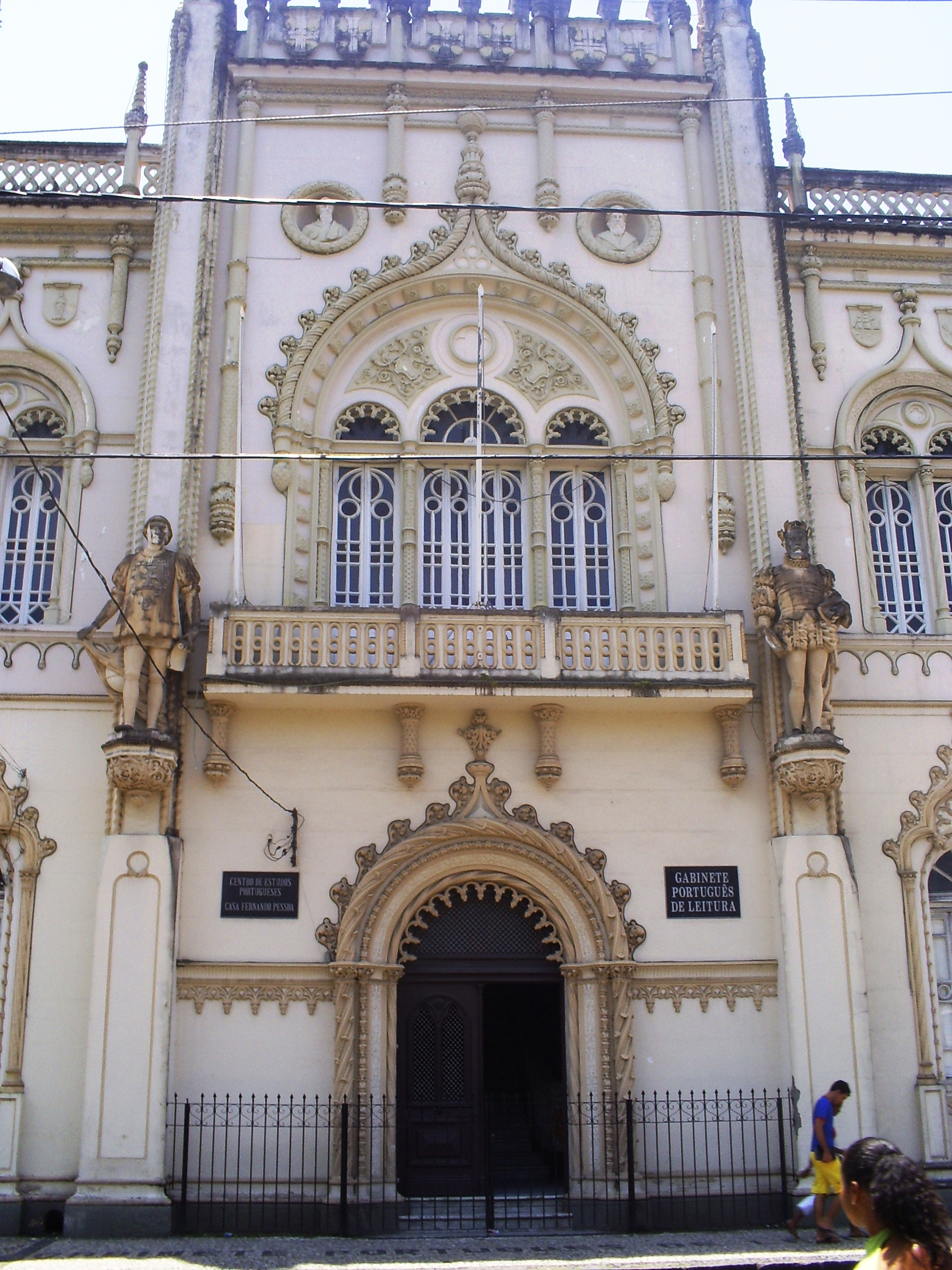
Gabinete Português de Leitura da Bahia Salvador

Em África também existem alguns edifícios neomanuelinos construídos durante o período colonial português. Por exemplo, o Museu de História Natural de Moçambique e o Arco do Jardim Tunduru em Maputo.